# Дережицька сільська рада
| Дережицька сільська рада — орган місцевого самоврядування у Дрогобицькому районі Львівської області з адміністративним центром у с. Дережичі. Історична дата утворення: в 1939 році. Водоймища на території, підпорядкованій даній раді: річки Раточинка, Вишенька. Сільській раді підпорядковані населені пункти: - с. Дережичі - с. Монастир-Дережицький |

## Склад ради
Рада складається з 16 депутатів та голови.

### Керівний склад ради
| ПІБ                          | Основні відомості                                                 | Дата обрання | Дата звільнення |
| ---------------------------- | ----------------------------------------------------------------- | ------------ | --------------- |
| Блищак Олександра Дмитрівна  | Сільський голова, 1963 року народження, освіта                    | 26.03.2006   | 31.10.2010      |
| Селяник Мирослав Олексійович | Сільський голова, 1954 року народження, освіта вища, безпартійний | 31.10.2010   |                 |

Примітка: таблиця складена за даними джерела